# Uyển Quý phi
Uyển Quý phi Trần thị (chữ Hán: 婉貴妃陳氏; 1 tháng 2 năm 1717 - 10 tháng 3 năm 1807) là một phi tần của Thanh Cao Tông Càn Long Hoàng đế.

## Cuộc đời

### Đại Thanh tần phi
Uyển Quý phi vốn họ Trần, xuất thân Mãn Châu Chính Bạch Kỳ, sinh ngày 20 tháng 12 (âm lịch) năm Khang Hi thứ 55 (1 tháng 2 năm 1717), là nhi nữ của Trần Đình Chương (陳廷章). Bà nhập phủ làm thiếp của Càn Long Đế khi khi còn là Bảo Thân vương (hoàng tử thứ 4 của Thanh Thế Tông), phân vị Cách cách ở tiềm đệ. 
Khi Càn Long Đế lên ngôi, năm 1736 Trần thị sơ phong Thường tại. Năm Càn Long thứ 2 (1737), khi chính thức đại phong hậu phi, Trần Thường tại thăng làm Quý nhân, trong hậu cung khi ấy thì Trần thị cùng Hải thị là hai người có phân vị kém nhất, và cả hai đều sống tại Diên Hi cung. Năm thứ 13 (1748), tháng 7, Càn Long Đế đại phong hậu cung hậu cung, tấn thăng Quý nhân Trần thị làm Tần vị , nội vụ phủ cho chọn 1 trong 3 chữ [Uyển; 婉], [Tốn; 巽] và [Dĩnh; 穎], cuối cùng là Uyển tần (婉嬪), tận sang năm sau (1749) mới tiến hành lễ sách phong.
Năm Càn Long thứ 20 (1755), thọ thần của Uyển tần tròn 40 tuổi, theo ghi chép thì thọ thần của bà được thưởng 200 lượng bạc, mức này trên Quý nhân (150 lượng) và Thường tại (100 lượng) nhưng thấp hơn mức bình thường của Phi và Tần là 300 lượng. Cho đến 10 năm sau (1765), khi Uyển tần 50 tuổi đại thọ, Nội vụ phủ trình tấu nên nâng mức thưởng của Uyển tần, Càn Long Đế khôi phục lại đãi ngộ bình thường cho bà, cấp 300 lượng bạc cùng vật phẩm, khôi phục quy cách bình thường.

### Tấn làm Phi
Năm Càn Long thứ 59 (1794), tháng 10, tấn thăng Uyển phi (婉妃), tháng 12 tiến hành lễ sách phong.
Năm Gia Khánh thứ 6 (1801), tháng giêng, bà được Gia Khánh Đế tấn thăng làm Quý phi. Dù vậy, Gia Khánh Đế vẫn thường tôn gọi bà là Uyển Quý Thái phi (婉貴太妃). Ngày 15 tháng 4 (âm lịch) cùng năm, mệnh Lễ Văn các Đại học sĩ Lưu Dung làm Chính sứ, Nội các Học sĩ Nạp Thanh Bảo (纳清保) làm Phó sứ, cầm Tiết, sách bảo chính thức cử hành lễ tấn phong Quý Thái phi.
Năm Gia Khánh thứ 12 (1807), ngày 2 tháng 2 (âm lịch), Uyển Quý phi Trần thị qua đời, hưởng thọ 92 tuổi. Bà là hậu phi của Càn Long Đế sống lâu nhất, cũng là người có tư lịch lâu nhất, từ khi còn ở Tiềm để đến tận khi cả Càn Long Đế đã băng hà và là thái phi có tư cách cao nhất trong hàng thái phi nhưng khi đó có rất ít phi tần của Càn Long đế còn sống. Gia Khánh Đế đối với bà cũng rất kính trọng, tôn gọi 「Uyển Quý thái phi Mẫu phi; 婉貴太妃母妃」, tang lễ của bà Gia Khánh Đế đã đích thân tới tế rượu. Ngày 3 tháng 11 (âm lịch) cùng năm, bà được an táng tại Phi viên tẩm của Dụ lăng.

## Trong văn hóa đại chúng
| Năm  | Phim ảnh              | Diễn viên  | Nhân vật       |
| 2018 | Hậu cung Như Ý truyện | Tào Hi Văn | Trần Uyển Nhân |